# Servivensa
Servivensa S.A. era uma companhia aérea venezuelana que operava voos domésticos regulares e tinha sua sede em Caracas.

## História
A companhia aérea foi fundada em 1989 e suas operações foram temporariamente suspensas em 1 de maio de 2003, quando sua companhia aérea controladora, Avensa, anunciou que estava aterrando suas aeronaves devido a uma queda na demanda de tráfego aéreo. A Servivensa nunca mais iniciou as operações.

## Frota

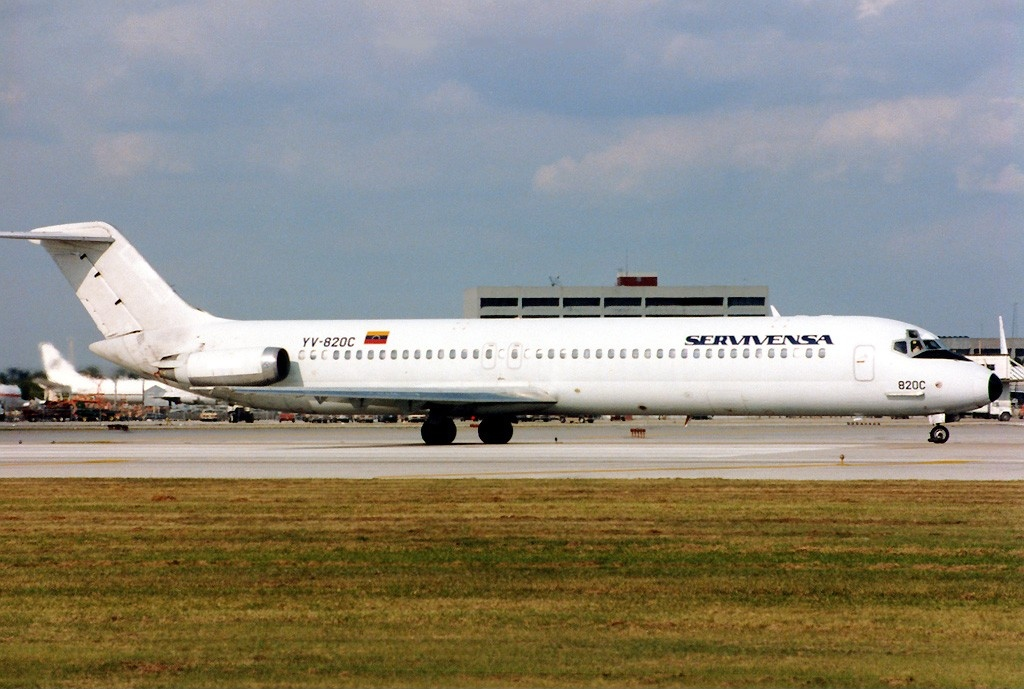
Um McDonnell Douglas DC-9-51 da Servivensa

A frota da Servivensa consistia nas seguintes aeronaves:
| Aeronaves                 | Em serviço | Ordens | Passageiros | Notas |
| ------------------------- | ---------- | ------ | ----------- | ----- |
| Boeing 737-200            | 2          | –      | TBA         |       |
| Boeing 757-200            | 1          | –      | TBA         |       |
| McDonnell Douglas DC-9-30 | 11         | –      | 89          |       |
| McDonnell Douglas DC-9-50 | 3          | –      | 118         |       |
| Total                     | 17         | 0      |             |       |

## Acidentes
- 17 de dezembro de 1994: um Douglas C-47A prefixo YV-761-C, caiu na aproximação ao Aeroporto Cerro Aicha. Todos os 9 ocupantes a bordo, entre passageiros e tripulantes, morreram.[2]

- 2 de outubro de 1998: um Douglas DC-3C prefixo YV-611C, caiu na aproximação do Aeroporto de Canaima. A aeronave estava em um voo turístico local para ver o Salto Ángel. Dos 25 ocupantes a bordo, entre passageiros e tripulantes, 1 morreu.[3]